# Усмань (станция)
Усмань — крупнейшая железнодорожная станция города Усмань Липецкой области. Станция относится к Юго-Восточной железной дороге. Вместе с остановочными пунктами «Подстанция» и «527 км» обслуживает город. Единственная станция Усманского района, принимающая поезда дальнего следования.
Недалеко от станции находится автовокзал, от которого отправляются автобусы на Воронеж, Липецк и Добринку, один рейс в день на Москву (через Грязи, Липецк и Елец), а также пригородные рейсы. К станции примыкают подъездные пути от предприятий города.

## Пассажирское движение

### Поезда дальнего следования
Большая часть поездов проследует станцию без остановки, останавливаясь в Грязях.
По состоянию на декабрь 2018 года через станцию курсируют следующие поезда дальнего следования:
| Круглогодичное обращение поездов | Круглогодичное обращение поездов | Круглогодичное обращение поездов | Круглогодичное обращение поездов |
| № поезда                         | Маршрут движения                 | № поезда                         | Маршрут движения                 |
| -------------------------------- | -------------------------------- | -------------------------------- | -------------------------------- |
| 25 «Воронеж»                     | Воронеж — Москва                 | 26 «Воронеж»                     | Москва — Воронеж                 |
| 33 «Осетия»                      | Владикавказ — Москва             | 34 «Осетия»                      | -                                |
| 37                               | Воронеж — Санкт-Петербург        | 38                               | Санкт-Петербург — Воронеж        |
| 77                               | -                                | 78                               | Москва — Ставрополь              |
| 115                              | Адлер — Санкт-Петербург          | 116                              | Санкт-Петербург — Адлер          |
| 121                              | Владикавказ — Санкт-Петербург    | 122                              | Санкт-Петербург — Владикавказ    |
| 123                              | Белгород — Новосибирск           | 124                              | Новосибирск — Белгород           |
| 125                              | Новороссийск — Москва            | 126                              | Москва — Новороссийск            |
| 135                              | Махачкала — Санкт-Петербург      | 136                              | Санкт-Петербург — Махачкала      |
| 149                              | Минеральные Воды — Минск         | 150                              | Минск — Минеральные Воды         |
| 301                              | Адлер — Минск                    | 302                              | Минск — Адлер                    |
| 305                              | Сухум — Москва                   | 306                              | Москва — Сухум                   |
| 377                              | -                                | 378                              | Москва — Новороссийск            |
| 381                              | Грозный — Москва                 | 382                              | Москва — Грозный                 |
| 389                              | Анапа — Минск                    | 390                              | Минск — Анапа                    |

| Сезонное обращение поездов | Сезонное обращение поездов | Сезонное обращение поездов | Сезонное обращение поездов |
| № поезда                   | Маршрут движения           | № поезда                   | Маршрут движения           |
| -------------------------- | -------------------------- | -------------------------- | -------------------------- |
| 155                        | Анапа — Москва             | 156                        | -                          |
| 237                        | Анапа — Москва             | 238                        | Москва — Анапа             |
| 259                        | -                          | 260                        | Санкт-Петербург — Анапа    |
| 293                        | Анапа — Минск              | 294                        | Мурманск — Анапа           |
| 459                        | Адлер — Тамбов             | 460                        | Тамбов — Адлер             |
| 505                        | Новороссийск — Тамбов      | 506                        | Тамбов — Новороссийск      |
| 513                        | Анапа — Тамбов             | 514                        | Тамбов — Анапа             |
| 517                        | Анапа — Москва             | 518                        | -                          |
| 533                        | Адлер — Москва             | 534                        | Москва — Адлер             |
| 541                        | Адлер — Москва             | 542                        | Москва — Адлер             |

| Предыдущая станция                 | Фирменные поезда | Следующая станция          |
| ---------------------------------- | ---------------- | -------------------------- |
| Грязи-Воронежские в сторону Москвы | Воронеж          | Воронеж в сторону Воронежа |

| Предыдущая станция         | Фирменные поезда | Следующая станция                  |
| -------------------------- | ---------------- | ---------------------------------- |
| Воронеж в сторону Воронежа | Воронеж          | Грязи-Воронежские в сторону Москвы |

### Пригородные поезда
За сутки через станцию проходят до четырёх пар поездов Усмань — Воронеж и две пары поездов Грязи — Воронеж. В воскресенье станцию также проходит одна пара поездов Мичуринск — Воронеж.